# Дембнялкі-Калиські
Дембнялкі-Калиські (пол. Dębniałki Kaliskie) — село в Польщі, у гміні Блізанув Каліського повіту Великопольського воєводства.
Населення — 189 осіб (2011).
У 1975-1998 роках село належало до Каліського воєводства.

## Демографія
Демографічна структура станом на 31 березня 2011 року:
|          | Загалом | Допрацездатний вік | Працездатний вік | Постпрацездатний вік |
| -------- | ------- | ------------------ | ---------------- | -------------------- |
| Чоловіки | 94      | 18                 | 68               | 8                    |
| Жінки    | 95      | 19                 | 60               | 16                   |
| Разом    | 189     | 37                 | 128              | 24                   |